# Ромилии
Ромилиите (Romilii) са римска патрицианска фамилия в Древен Рим. Фамилията има когномен Рок (Rocus).
- Тит Ромилий Рок Ватикан, консул 455 пр.н.е. и децемвир 451 пр.н.е.; един от създателите на първите 10 закона от Законите на дванадесетте таблици през 450 пр.н.е.